# Museo Nacional de Historia Natural de los Estados Unidos
El Museo Nacional de Historia Natural de los Estados Unidos (conocido en el mundo anglosajón simplemente como National Museum of Natural History) es un museo administrado por la Institución Smithsoniana, localizado en el National Mall, en la capital estadounidense, Washington D. C.

La colección del museo totaliza más de 125 millones de especímenes de plantas, animales, fósiles, minerales, rocas, meteoritos y objetos culturales humanos. El museo es el segundo más visitado de los museos smithsonianos. Además, en el museo trabajan más de 185 profesionales de la historia natural, el grupo más grande dedicado al estudio cultural y natural del mundo. El museo se fundó en 1910, y el edificio fue diseñado por Hornblower & Marshall. El edificio, de estilo neoclásico, fue el primero en construirse en el lado norte del National Mall, a lo largo de la Constitution Avenue, como parte del plan de la Comisión McMillan, en 1901.

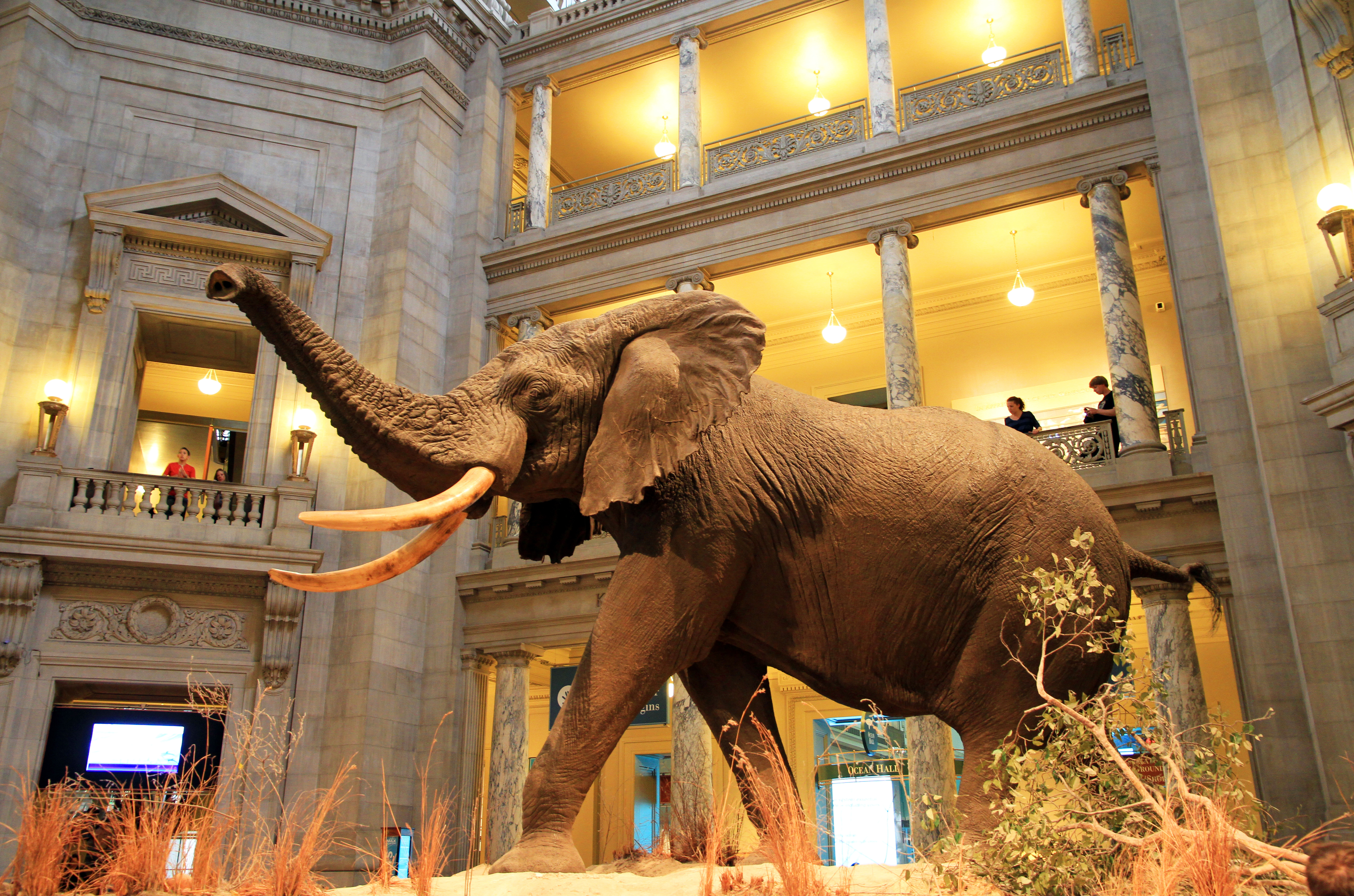
El elefante africano naturalizado de la rotonda del museo (en inglés, the Rotunda).

Las colecciones más importantes de la planta baja (entrada por el National Mall) se encuentran en la sala de mamíferos Kenneth E. Behring, que muestra mamíferos naturalizados de especies procedentes de todo el mundo, algunos de los cuales fueron coleccionados por el presidente Theodore Roosevelt. También en la primera planta se encuentra la sala en la que el museo expone sus fósiles y esqueletos de dinosaurios. Próxima a la sala de los dinosaurios se encuentra la exposición sobre la evolución de la Tierra, que transporta en el tiempo a los visitantes hasta el Precámbrico. Otras salas, por ejemplo, muestran colecciones de objetos de culturas orientales.

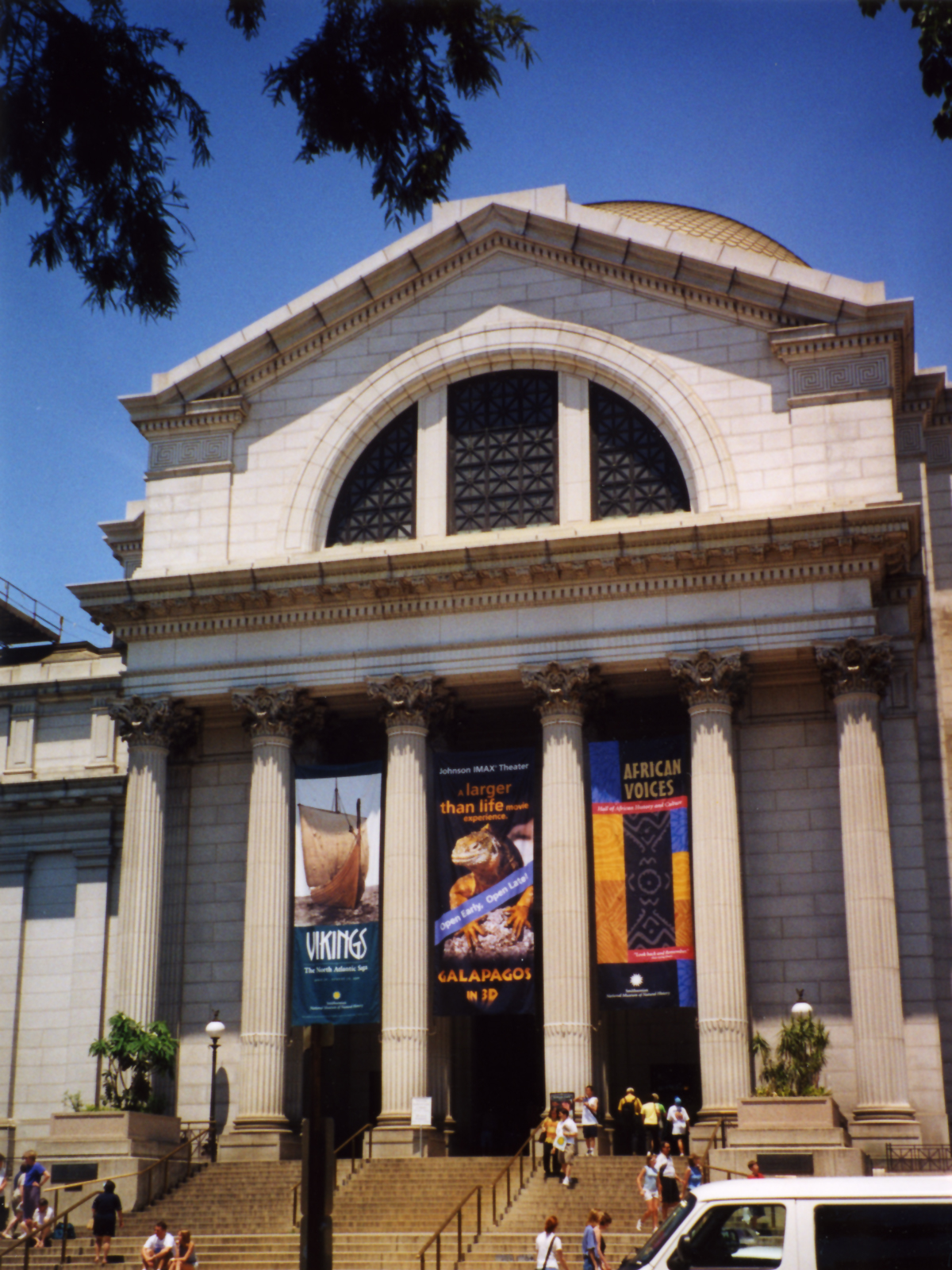
Entrada al Museo.

La primera planta cuenta con la Colección Nacional de Gemas, en la sala de geología, gemas y minerales Janet Annenberg. El objeto más destacado es el Diamante Hope. También en la primera planta está el zoológico de insectos Orkin. El resto de la planta está ocupado con un cine IMAX que presenta películas de vida salvaje, geografía y naturaleza.
En el sótano se encuentran la tienda del museo, la cafetería y el auditorio. Se puede contemplar una colección de 100 pájaros que viven en la zona metropolitana de Washington D. C.